# ティッセンクルップ・マリン・システムズ
ティッセンクルップ・マリン・システムズ（ドイツ語：ThyssenKrupp Marine Systems）は、ドイツの造船グループ企業。海軍用の水上艦や潜水艦を専門とする。
2005年1月5日に、ティッセンクルップによるホヴァルツヴェルケ＝ドイツ造船との合併に伴って、新グループとして設立された。
ティッセンクルップが造船グループの株式の75%を保有し、JPモルガン・チェースの子会社であるワン・エクイティ・パートナーズ（en:One Equity Partners）が残りの25%を保有している。2006年8月30日時点で、グループ全体の売上高は22億ユーロに達し、従業員は約8,400人の規模となっている。
2007年7月25日にパキスタン・カラチに支店を開設した。2009年1月までには、パキスタンにおける大手民間造船会社のうちの一つとなっている。

## グループ構成
- ヘレニック造船所 - ギリシャ・スカラマガス（英語版）
- ホヴァルツヴェルケ＝ドイツ造船 - ドイツ・キール
- アトラス・エレクトロニーク - ドイツ・ブレーメン

### かつてグループを構成していた子会社
- ノビスクルーク - ドイツ・レンツブルク（アラブ首長国連邦のアブダビMARグループに売却[1]）
- ブローム・ウント・フォス - ドイツ・ハンブルク（アブダビMARグループへの売却計画[2]があったが不調に終わり、2011年9月にイギリスの投資会社スター・キャピタル・パートナーズに約1.5億ユーロで売却された）
- ノルトゼーヴェルケ - ドイツ・エムデン（2009年9月、シャーフ・インダストリーズに売却）
- コックムス - スウェーデン・マルメ（2014年6月、SAABグループに売却）